# История экономики Швеции
История экономики Швеции начиная с заката эпохи викингов и с момента зарождения раннего шведского государства характеризовалась ориентированием страны на внешнюю торговлю и развитие горнорудного дела. Долгое время товарооборот ограничивался небольшим перечнем экспортных и импортных товаров. Экспорт был представлен в основном природными ископаемыми, железной рудой и древесиной. Промышленное развитие во второй половине XIX века преобразовало шведское общество на многих уровнях: от усиления товарно-денежных отношений, до урбанизации сельских территорий и увеличения миграции. Богатые природными ресурсами регионы существенно выиграли от Первой промышленной революции.
Скачок экономического развития Швеция пережила во время Второй промышленной революции. По результатам в стране развилась экспортно-ориентированная машиностроительная отрасль выпускающая широкий спектр товаров. Такие компании, как LM Ericsson, Asea, Alfa Laval, Aga, Electrolux, SKF, LKAB и Volvo заняли прочные позиции на мировом рынке и стали драйверами роста ВВП. Помимо машиностроения, шведские целлюлозно-бумажная, сталелитейная и химическая промышленности заняли крупную долю в мировой торговле. К 1970-м годам Швеция стала одной из самых богатых стран мира.
Экономический рост замедлился в последующие десятилетия, которые характеризовались структурными изменениями экономики и даже периодическим дефицитом государственного бюджета.
В 2009 году Швеция занимала десятое место в мире по ВВП на душу населения в номинальном выражении и находилась на 14-м месте по паритету покупательной способности.
В XXI веке финансово-экономическое положение в стране остаётся стабильным и сбалансированным.

## Средневековье и торговля на Балтийском море
В Швеции в период с 1250-х до конца 1400-х годов основная торговля шла через немецких купцов. В Висбю был заключён союз между немецкими городами, повысивший безопасность торговли в Западной и Северной Европе и увеличивший объём торговли. В XIV веке Висбю уступил место Любеку, ставшему ведущим городом Ганзейского союза, к тому времени развившемуся до мощной торговой организации с опорными портовыми городами на всём Балтийском море.
В XIV веке королевство Швеция получало доходы со сбора податей и от королевских поместий. Это давало возможность содержать небольшую армию и королевский двор. Систематизированной налоговой системы в стране не было. Дополнительным торговым источником стало зарождающееся производство по добыче полезных ископаемых в регионе Бергслаген, сосредоточенное на руднике «Большая Медная гора» (швед. Stora Kopparberg), где добывали железо и медь, что давало дополнительное развитие экономике. Тем не менее доходы идущие через Ганзейский союз тогда были наиболее важными для Швеции, как и ряда других стран Северной Европы. Усиление феодальной знати ухудшало положение простолюдинов. В то же время в Швеции, в отличие от большинства соседних государств, удалось сохранить сильный независимый крестьянский класс, который в условиях аграрного производства никогда не был зависимым полностью. В конце средневековья шведские крестьяне всё ещё владели примерно половиной пахотных земель страны. Земельные наделы передавались королём дворянам во временное пользование, которое могло длиться веками, но эти наделы всегда могли быть в любой момент отозваны в пользу короны.

## Становление государства. Сельское хозяйство и добыча полезных ископаемых (1500—1600)
После событий 1520 года известных как Стокгольмская кровавая баня, в 1523 году Густав Ваза отвоевал Стокгольм у датчан. В результате Швеция вышла из Кальмарской унии и получила полную независимость. Ганзейский союз в начале войны за независимость дал в долг Густаву Вазе большие деньги для его борьбы с Данией, но взамен ему пришлось передать немецкому торговому союзу монополию на шведскую торговлю с зарубежными странами. Позже он отозвал это исключительное право, но в уплату Швеция годами отдавала значимые денежные суммы и ресурсы Ганзейскому союзу. Густав Ваза провёл крупные внутренние политические и религиозные реформы. Усмирил противников централизации среди нобилитета. Подавил несколько крупных и десятки мелких гражданских волнений и бунтов. Швеция прошла через протестантскую Реформацию. Король сам обратился в протестантизм и изъял имущество и деньги католической церкви, которой принадлежало более трети обрабатываемых земель Швеции, а также она получала «десятину» от народа. Постоянно прикладывал усилия для объединения шведских провинций. Закрепил наследственность монархии, основав династию.
После смерти Густава в 1560 году власть перешла к его старшему сыну Эрику XIV. Эрик постоянно конфликтовал со своим братом и дворянской оппозицией. При нём страна участвовала в Северной семилетней и Ливонской войне. Эрик XIV с 1567 года начал впадать в периоды помешательства. В 1568 году он был свергнут с престола. Королём стал его брат Юхан III. С 1592 года власть перешла к его сыну Сигизмунду III. По результатам войны против Сигизмунда власть перешла к Карлу IX.
В XVI веке более 90 процентов населения Швеции занимались сельским хозяйством. Товары, которые в то время продавались за пределами страны, были представлены железом из Бергслагена, тканями и одеждой из Вестергётланда и Хельсингланда. В свою очередь, самая большая доля в импорте была у соли. Нобилитет закупался дорогими тканями и одеждой.
В конце XVI века горное дело в стране превратилось в крупную отрасль. Изменения стали возможными благодаря тому, что чугун начали производить в доменных печах. Низкосортный чугун, поставляемый Швецией ранее, быстро сменился высококачественным ковким прутковым железом. Железо стало самым важным экспортным товаром Швеции во времена правления Густава I Вазы, и оставалось в таком статусе и позже, например, к 1750 году оно из четверти стоимости шведского экспорта, выросло до трёх четвертей от общей стоимости поставок. Швеция к середине XVII века стала практически монопольным поставщиком меди в Европе. На медный рудник Фалун приходилось две трети мирового производства меди.
Густав Ваза укрепил королевскую власть в том числе и за счет внедрения всё более эффективной налоговой системы. Сборщики вместе с писцами собирали подати. Деньги шли на укрепление армии и постройку крепостей по всему королевству. При Густаве I появилась шведская военная промышленность и военно-морской флот. Шведские железо и медь шли на производство ружей и пушек. Пушки отливали из бронзы — сплава олова и меди. Во многом для обеспечения роста поставок, большие человеческие и финансовые ресурсы шли в развитие добычи полезных ископаемых. Медь использовалась, помимо оружейного промысла, в производстве кровельных листов, монет, кухонной утвари. Железо, строевой лес, шедший на строительство кораблей, и смола стали также другими важными статьями шведского экспорта. Горнодобывающая промышленность стала второй по значимости отраслью Швеции после сельского хозяйства.
Швеция всё сильнее трансформировалась в единое национальное государство. Финансы государства стабилизировались благодаря росту торговли и увеличению объёмов экспорта, а также из-за повсеместного введения жёсткой налоговой системы и передачи имущества католической церкви государству. Централизация власти Густавом Вазой однако решалась во многом за счёт усиленного изъятия продукции аграриев и приводила к росту недовольства среди большой части крестьянства. Шведы теперь были ещё более подотчётны налоговым чиновникам. У них контролировались данные по собранному урожаю и другому имуществу, что увеличивало денежные сборы с каждого двора.
Поскольку стоимость всего экспорта выросла одновременно, это означало, что в абсолютных суммах экспорт шведского железа начал приносить вдвое больше денег от 1550-х к 1700 году, а в XVII веке прибыль увеличилась в пять раз. Медь добывалась во всё возрастающих количествах в шахтах Фалуна. Абсолютная стоимость добытых ресурсов к концу XVI века увеличилась в 20 раз (по сравнению с усреднёнными доходами времён Густава Вазы). Серебряный рудник Сала с 1540-х годов также приносил всё бо́льшую долю в экспортной прибыли. Швеция оставалась узкоспециализированной страной-экспортером сырья.
По результатам Реформации начала XVI века были сняты средневековые запреты на взимание процентов христианами с заёмных денег. Таким образом, протестантизм адаптировал Швецию к новым экономическим потребностям общества. Ссудный капитал, который можно было инвестировать в торговлю и бизнес, стал доступнее. Экономическая деятельность приобретала всё более капиталистический характер.

## Шведское великодержавие. Административно-финансовые реформы и развитие торговли (1600—1721)
Начиная с XVI века Швеция в экономике всё шире проводила политику меркантилизма, которая только усилилась в XVII веке. Управление страной в экономике и финансах сосредоточилось в руках канцлера шведского королевства Акселя Оксеншерна. Талантливый и прагматичный руководитель провёл реформы административного и судебного аппаратов. К своей службе на этой должности Оксеншерна приступил в возрасте 28 лет в 1612 году и оставался одним из высших государственных чиновников более тридцати лет до 1654 года, включая фактическое управление страной после смерти короля в 1632 году. С того года Оксеншерна возглавлял опекунское правительство при королеве Кристине до 1648 года.
Королю Густаву II Адольфу требовались постоянные денежные потоки для ведения войн и развития армии и флота. Аксель Оксеншерна усовершенствовал и систематизировал сбор налогов, не злоупотреблял властью, исполнял требования короля не истощая финансов страны, балансируя запросы дворянства и податных сословий и даже наращивая экономическую мощь страны в столь сложных условиях. Власть прошла через централизацию управления в столице и сформировала уездные управления при губернаторах. Среди прочего, в задачи губернаторов входил контроль сбора налогов на местном уровне с помощью своих сборщиков налогов («фоджей»).
После гибели Густава II Адольфа в битве при Лютцене в 1632 году, канцлером Акселем Оксеншерной, возглавившему Тайный совет Швеции (швед. Riksrådet), был подписан правительственный акт 1634 года (прототип конституции), который заложил основы управления Швецией на десятилетия вперёд, а, например, современное административное деление на лены (швед. Län) сохранилось до сих пор. С 1634 года совет возглавляли пять великих офицеров королевства (швед. De högre riksämbetsmännen), каждый из которых руководил структурной частью шведской власти.
В эпоху шведского великодержавия в XVII веке скандинавы пыталась расширять торговлю в направлении Восточной и Центральной Европы. Однако это удавалось плохо, поскольку основной поток русского и польского экспорта был ориентирован не на Швецию. С другой стороны, Швеции смогла существенно нарастить объёмы поставок меди и железа на мировом рынке. Экспорт железа был удвоен в течение первых трёх десятилетий XVII века, а к 1700 году он утроился.
Важным фактором конкурентоспособности было постоянно улучшающееся качество шведских металлов. В центральной Швеции возникло несколько крупных железоделательных заводов. Шведы начали производить так называемое валлонское (эрегрундское) железо железо. Уппланд тогда проходил через промышленную революцию XVII века, когда шведская металлургическая промышленность стала материальной основой статуса Швеции, как великой державы. Своё название эрегрундское железо получило по шведскому городу Эрегрунд, из которого это железо уходило в порты Англии. Финансы Швеции были хронически расстроены из-за перенапряжения экономики в череде изнурительных войн XVII века, но тем не менее шведская внешняя торговля железом и древесиной продолжала расти вплоть до последних лет правления Карла XII в 1716 году.

### Первые европейские банкноты
Подъём торговли и промышленности, вызванный экономической политикой Густава II Адольфа и Акселя Оксеншерна, выявил потребность в банке, в котором можно было бы аккумулировать капитал и ссужать его предпринимателям и торговцам. Нехватка капитала порой была настолько велика, что коммерсанты платили до 20 % процентов за взятые в долг деньги. Густав Адольф уже поднимал вопрос об учреждении банка перед представителями буржуазии и нобилитета в 1619 году.
Первые европейские бумажные деньги в их современном функционале и значении, когда они вводились для общедоступного хождения и банкноты имели фиксированный номинал, были введены Стокгольмским банком начиная с 1661 года. Банк был основан в 1657 году Йоханом Пальмструхом. Хотя формально это был частный банк, но де-факто он имел статус государственного. Так половина банковской прибыли шла государству, а все таможенные и акцизные сборы должны были уплачиваться при посредничестве банка. Стокгольмский банк активно участвовал в управлении государственными финансами.
Хотя бумажные деньги уже имели хождение в Европе ранее, шведские банкноты стали первыми в современном смысле этого термина. Купюры несли обозначение номинала и не требовали указания вкладчика, вклада и какого-либо процентного требования. Банкноты подлежали оплате по предъявлению. Наличие этих денег было достаточным основанием для обмена на металлические деньги в банке. И, что очень важно, эти банкноты были гарантированы учреждением, имеющим статус фактического центрального банка.
Поскольку большие и тяжёлые медные марки были чрезвычайно громоздкими в обращении, бумажные «деньги» к тому времени уже выпускались в Швеции. Это были не настоящие банкноты, а лишь беспроцентные депозитные сертификаты. Деньги, представлявшие собою различные медные пластины, депонировались клиентами Стокгольмского банка в его хранилищах в обмен на бумажные сертификаты.
Самые первые банкноты, выпущенные в 1661 году (швед. Kreditivsedlar), подписывал сам Пальмструх, и другие старшие служащие банка. Между 1662 и 1664 годами было выпущено несколько различных серий банкнот, но самые известные (англ. Palmstruchers), датировались 1666 годом. Для создания этих банкнот использовалась толстая белая бумага ручной работы с надписью «BANCO» в качестве водяного знака. На одной из сторон были напечатаны чёрными чернилами текст, подписи и печати. Печатались первые три цифры даты, остальные вписывались от руки, как и серийный номер банкноты. Помимо личных печатей подписавших, печать Stockholms Banco появлялась на банкноте в трех разных форматах: дважды между подписями и один раз перед номером. На оборотной стороне банкноты был рукописный номер, а также подпись.
Банк начал печатать слишком много бумажных денег без необходимого обеспечения, что привело к краху Стокгольмского банка в 1668 году. Йохану Пальмструху было предъявлено обвинение в безответственном ведении бухгалтерского учёта и в отсутствии наличных денег для погашения кредитов из-за просчетов в бухгалтерском учёте. Он не смог восполнить эту нехватку и в 1668 году был приговорен к лишению титула, лишению банковских привилегий и смертной казни. Правительство отменило смертную казнь, и вместо этого Пальмструх был заключен в тюрьму. Он оставался в тюрьме два года и был помилован в 1670 году. Умер через несколько месяцев после освобождения в 1671 году, в возрасте 60 лет.
В 1668 году на основе Стокгольмского банка в стране был создан один из старейших функционирующих центральных банков мира — «Riksbank». К выпуску банкнот «Риксбанк» вернулся только в XIX веке, в 1834 году. При этом выпуск бумажных банковских обязательств (англ. transfer notes), которые можно было рассматривать как банкноты, хоть с сильными ограничениями в хождении и обмене, банк возобновил в 1701 году.

## Эра свободы (1721—1772)
Северная война (1700—1721) оставила Швецию в состоянии экономической и демографической разрухи. Когда король Карл XII погиб в 1718 году, члены риксдага были убеждены, что именно строй абсолютной монархии привёл к падению страны. Таким образом, после смерти Карла XII члены риксдага установили систему квазидемократического правления, которая получила название «Эры свободы». В данный период Швеция пережила сильные экономические и социальные преобразования, а её промышленность развивалась, хотя и недостаточными темпами. Так в 1743 году в провинции Даларна произошло крупное крестьянско-горняцкое восстание.
Однако к тому времени, когда Эра свободы закончилась в 1772 году в результате прихода к власти короля Густава III, благосостояние шведов было даже ниже, чем в «период великой державы». Площадь обрабатываемых земель снизилась, торговля железом долго ограничивалась монополиями. Страна отставала в ранней индустриализации. Этот спад объяснялся как ошибками фискальной, денежно-кредитной и исполнительной политики различных партий Риксдага, правящих Швецией, так и технологическими и экономическими преимуществами, которые позволили соперникам и соседям Швеции выйти вперёд на мировой арене. Тем не менее именно сельскохозяйственные реформы, раннее промышленное развитие и постепенный переход от меркантилизма к свободной торговле, которые произошли в этот период, проложили путь шведской сельскохозяйственной революции в 1790-х годах и, в конечном итоге, крупномасштабной индустриализации в середине-конце XIX-го века.

## Сельскохозяйственная революция и доиндустриальный период (1790—1815)
В период 1790—1815 гг. Швеция пережила два параллельных экономических процесса: сельскохозяйственную реформу по разделу крупных сельскохозяйственных угодий, названную Великим разделом, передачу части государственных земель фермерам, посевного материала и сельскохозяйственных орудий и внедрение (коммерциализацию) товарно-денежных отношений для аграриев. Земледельцы помимо работы непосредственно в поле, стали востребованы и на агропроизводствах, когда в сельской местности начали создаваться мелкие предприятия. Всё больше крестьян совмещали сельскохозяйственные работы в летний сезон с трудоустройством в промышленности в зимний сезон. Эти факторы привели к экономическому росту, что вскоре ощутили широкие слои населения.
К 1820-м годам шведское общество пришло к относительно высокому, для своего времени, уровню жизни. Что способствовало быстрому демографическому росту. Исторически сложившееся разделение труда привело к тому, что домашнее ремесло в значительной степени ограничивалось специализацией соответствующей природным ресурсам региона. «Городская экономическая политика» XVII века ограничивала сельскую торговлю с целью разделения и специализации между формами городского и сельского хозяйствования и экономики. Ремесленничество и промышленное производство считались сугубо городскими видами работ, они пребывали в процессе перехода к концентрированию и централизации производства. Фабрики и мануфактуры Швеции и зарождающийся рабочий класс шли к промышленной революции Швеции в начале XIX века.

## Ранняя индустриализация и региональная специализация (1815—1850)
В период 1815—1850 годов промышленность Швеции вошла в фазу укрупнения и специализации. В этот период наблюдалось усиление региональной специализации: горнодобывающая промышленность в Бергслагене, текстильные фабрики в Сьюхарадсбюгдене и лесное хозяйство в Норрланде. В этот период Швеция провела крупное общественное институциональное изменение — введение с 1842 года повсеместного государственного обязательного бесплатного школьного образование. Швеция стала первой страной в мире реализовавшей это.
Также в 1846 году в Швеции была отменена национальная монополия на торговлю ремёслами — швед. skråväsendet.

## Первая промышленная революция, рост экспорта, железные дороги (1850—1890)
В период с 1850 по 1890 год в Швеции произошёл резкий рост экспорта, в котором преобладали продукция сельского хозяйства, древесина и сталь. Скандинавские страны и часть европейских государств массово применяли шведскую фалунскую красную краску. Краска создавалась из минералов со шведских рудников (вырабатывалась из побочных продуктов, в избытке появлявшихся при переработке руды), шла на экспорт и широко применялась в стране начиная с XVII века. Фалунская красная краска защищала деревянные покрытия и сформировала узнаваемый цветовой облик для шведского сельского и урбанизированного пейзажа на столетия.
Важные институциональные изменения экономики Швеции в 1850-х годах включали отмену большинства тарифов и других барьеров для свободной торговли. В 1873 году был введён золотой стандарт, когда Швеция заключила скандинавский монетный союз, который привязал шведскую крону к золоту по фиксированному курсу. Эти радикальные изменения способствовали расширению свободной торговли. Инвестиции в шведский ВВП увеличились с 5 % до 10 %. В этот период в Швеции фиксировался стабильный экономический рост с ежегодным увеличением ВВП около 2 %. Были сделаны крупные инвестиции в инфраструктуру, в основном в расширяющуюся сеть железных дорог, которая финансировалась как государством, так и частными предпринимателями.

## Вторая промышленная революция (1890—1950)
В период 1890—1930 гг. в Швеции произошла Вторая промышленная революция. В этот период развивались новые отрасли с ориентацией на внутренний рынок: машиностроение, энергетика, целлюлозно-бумажная и текстильная промышленность. Быстрому развитию этих отраслей способствовало существование хорошо функционирующего рынка рискового капитала: Стокгольмская фондовая биржа была основана в 1866 году, Банк Швеции (основанный в 1668 году как первый центральный банк в мире) с 1897 года получил юридические права в качестве единственного эмитента банкнот в Швеции и статус кредитора последней инстанции, что облегчило создание небольших независимых частных коммерческих банков, что привело их к быстрому увеличению, а также к быстрому расширению кредита. Частные банки выдавали ссуды начинающим компаниям под залог акций. Поскольку компании-заёмщики показывали прибыли, их акции банки отправляли на фондовый рынок, что позволяло банкам ссужать деньги другим начинающим компаниям. Быстрая кредитная экспансия во всём мире привела к банковскому краху в 1907 году, а также к падению рынка недвижимости.
Рост населения, остающийся невысоким уровень жизни для большинства населения, тяжёлые условия работы на многих предприятиях, при длительности рабочего дня ещё неограниченного законодательно, и недостаточный уровень зарплат вызывали всё растущие трения между рабочими и владельцами капитала. Эти противоречия вызвали две общенациональные забастовки в 1902 году и 1909 году и увеличили шведскую эмиграцию в США, которая становилась всё более массовой начиная с середины XIX века.
Сумев привлечь огромное количество иностранного капитала для финансирования своей индустриализации в течение 60-летнего периода, с 1850 по 1910 год, Швеция к 1910 году стала одной из крупнейших стран-заёмщиков в мире. Эта ситуация быстро изменилась в ближайшее десятилетие.
В 1914 году началась Первая мировая война, и резко возрос спрос на шведский экспорт стратегически важных продуктов, таких как сталь, для использования в военной промышленности. Воюющие нации наложили строгие ограничения на торговлю между собой, Швеция как нейтральная страна не страдала от этих ограничений. Воюющие страны, такие как Великобритания, в значительной степени использовали печатание новых денег как средство финансирования войны, что привело к инфляции, что, в свою очередь, вызвало быстрый рост цен на шведский экспорт. Массовые переводы иностранных денег в качестве оплаты за шведский экспорт во время войны означали, что Швеция превратилась из одной из самых закредитованных стран в мире до войны, в чистого кредитора после войны.

## Рекордные годы и кризис цен на нефть
После Второй мировой войны для промышленности Швеции начался период очень быстрого роста. Экспорт в другие страны интенсивно рос, однако, потребности внутри страны росли тоже, что увеличивало импорт. Разница в потреблении ухудшала торговый баланс. Эта проблема решалась с помощью девальвации кроны, что поддерживало шведских экспортёров, сохраняя высокую конкурентоспособность их продукции. Корейская война 1950-51 годов замедлила рост производства и ускорила инфляцию.
В конце 1950-х годов Швеция вступила в рецессию. В 1960-е годы в Европе начался период быстрого экономического роста. В 1970-е годы в Швеции наблюдался рост доли общественного потребления, что служило стабилизирующим фактором для бизнеса. Рост мировой торговли, для Швеции, как страны зависящей от экспортных доходов, имел огромное значение. Рост ВВП произошёл за счёт изменения экономической политики. Дополнительным фактором стабильности была меньшая чувствительность к перебоям во внутреннем производстве из-за большего количества альтернативных импортных товаров. Перелом наступил в 1970 году. Экономическая ситуация в стране стала всё сильнее испытывать воздействие инфляции одновременно с замедлением темпов роста и ростом безработицы (стагфляцию).

## Скандинавская модель государства. Направления развития (1980—2022)
В 1980-е годы Швеция пыталась сохранить свою модель капитализма совмещая скандинавскую модель государства всеобщего благосостояния с помощью того, что называлось «политикой наведения мостов». Однако накапливающиеся проблемы в экономике вскоре выразились в высокой инфляции, а также перегретых рынках недвижимости. Финансовые индексы дошли до отрицательной реальной процентной ставки.
После 1991 года эти факторы вызвали рецессию с высоким уровнем безработицы. Швеция переживала обострение политической борьбы, бизнес требовал от правительства перехода к неолиберальной экономической политике. С 1992 года Швеция перешла к режиму плавающего валютного курса. Курсовой якорь с этого момента определяет показатели инфляции в стране. К 2000 году негативный тренд в экономике был сломлен, и по многим финансово-экономическим показателям начали преобладать положительные тенденции. По сравнению с остальной Европой безработица в Швеции была низкой, в то время как экономический рост оставался высоким. Шведы сумели снизить инфляцию, бюджет стабильно сводился сбалансированным, а платёжный баланс страны оставался положительным и в начале XXI века.
Швеция относительно легко прошла через глобальную рецессию и финансовой кризис 2007—2008 годов, сопровождавшихся банковским кризисом. Однако безработица в стране выросла до рекордного уровня, достигшего 10 процентов. В июле 2009 года центральный банк Швеции понизил учётную ставку, ставку РЕПО, так что депозитная ставка стала отрицательной и ушла на уровень −0,25 %. Таким образом, Риксбанк стал первым центральным банком, использовавшим отрицательные процентные ставки в попытке поддержать экономику. В декабре 2019 года Риксбанк отказался от отрицательной процентной ставки.

## Галерея
- «Riksbank» был основан в 1668 году, один из старейших центробанков мира, здание отделения в Уппсале
- Акция AB Scania-Vabis на 1000 крон, декабрь 1916 года
- Железорудная шахта в Кируне, горнодобывающая промышленность Швеции[англ.] имеет многовековую историю
- Горный самосвал Kockums KL-420[нем.] на известняковом карьере в Швеции, Кварнторп[швед.], 1970-е годы
- Памятник отцу шведской промышленности Луи де Гиру[англ.] (1587—1652) в Норчёпинге
- Сбор урожая гороха. Агросектор Швеции хорошо развит. Техника в большинстве хозяйств отечественного производства
- Швеция обладает большими ресурсами гидроэнергии, часть её идёт на экспорт
- Форвардер «Logset» с краном «Cranab FC 105 Combi». Швеция один из крупнейших поставщиков древесины и целлюлозы в мире. Один из лидер в производстве лесозаготовительной техники
- АЭС Форсмарк генерирует 15 % потребляемой в Швеции электроэнергии
- Ветряки на западном побережье Швеции
- Швеция исторически обладает развитой кораблестроительной промышленностью. Верфь Арендалсварвет[англ.], 1965 год
- Коробки шведских спичек. В конце XIX века в Швеции было около 40 крупных спичечных фабрик. Безопасные спички долгое время были одним из основных экспортных товаров Швеции